# Joe Nieuwendyk
Joseph "Joe" Nieuwendyk, född 10 september 1966 i Oshawa, Ontario, är en kanadensisk före detta professionell ishockeyspelare som mellan 1986 och 2007 spelade 1257 matcher och gjorde 1126 poäng, 564 mål och 562 assists, i NHL. 28 juni 2011 valdes han in i Hockey Hall of Fame.

## Ishockeykarriär
Joe Nieuwendyk spelade på universitetsnivå innan han begick sin NHL-debut för Calgary Flames 1987, efter att ha varit klubbens andraval i NHL-draften 1985. Han var under sina tidiga år i NHL nära 100 poäng flera gånger och vann också Stanley Cup med Calgary 1989, samt gjorde sina enda 50-målssäsonger 1988 och 1989. Även om han inte var lika effektiv under de kommande åren var Nieuwendyk en värdefull center för Flames fram till 1995, då han byttes bort till Dallas Stars. 
I Dallas började Nieuwendyk allt mer få problem med skador, men när han var frisk snittade han strax under en poäng per match. Han var mestadels andrecenter bakom Mike Modano och vann Stanley Cup också med Dallas, 1999. Dessutom vann han OS-guld med Kanada i Vinter-OS 2002. 
2003 tog Niuwendyk sin sista Stanley Cup-seger, då spelandes i New Jersey Devils. Efter korta perioder i Toronto Maple Leafs och Florida Panthers så beslutade Nieuwendyk att avsluta sin karriär 2007.
1 juni 2009 presenterades Nieuwendyk som ny General Manager för NHL-laget Dallas Stars. Han efterträder därmed Brett Hull och Les Jackson som dock kommer att jobba kvar inom klubben. 

## Statistik

### Klubbkarriär
|            |                          |            |                                       | Grundserie                            | Grundserie                            | Grundserie                            | Grundserie                            | Grundserie                            |                                       | Slutspel                              | Slutspel                              | Slutspel                              | Slutspel                              | Slutspel |
| Säsong     | Lag                      | Liga       | Matcher                               | Mål                                   | Assists                               | Poäng                                 | Utv.                                  | Matcher                               | Mål                                   | Assists                               | Poäng                                 | Utv.                                  |                                       |          |
| ---------- | ------------------------ | ---------- | ------------------------------------- | ------------------------------------- | ------------------------------------- | ------------------------------------- | ------------------------------------- | ------------------------------------- | ------------------------------------- | ------------------------------------- | ------------------------------------- | ------------------------------------- | ------------------------------------- | -------- |
| 1983–84    | Pickering Panthers Jr.B. | OHA-B      | 38                                    | 30                                    | 28                                    | 58                                    | 35                                    | —                                     | —                                     | —                                     | —                                     | —                                     |                                       |          |
| 1984–85    | Cornell Big Red          | ECAC       | 29                                    | 21                                    | 24                                    | 45                                    | 30                                    | —                                     | —                                     | —                                     | —                                     | —                                     |                                       |          |
| 1985–86    | Cornell Big Red          | ECAC       | 21                                    | 21                                    | 21                                    | 42                                    | 45                                    | —                                     | —                                     | —                                     | —                                     | —                                     |                                       |          |
| 1986–87    | Cornell Big Red          | ECAC       | 23                                    | 26                                    | 26                                    | 52                                    | 26                                    | —                                     | —                                     | —                                     | —                                     | —                                     |                                       |          |
| 1986–87    | Calgary Flames           | NHL        | 9                                     | 5                                     | 1                                     | 6                                     | 0                                     | 6                                     | 2                                     | 2                                     | 4                                     | 0                                     |                                       |          |
| 1987–88    | Calgary Flames           | NHL        | 75                                    | 51                                    | 41                                    | 92                                    | 23                                    | 8                                     | 3                                     | 4                                     | 7                                     | 2                                     |                                       |          |
| 1988–89    | Calgary Flames           | NHL        | 77                                    | 51                                    | 31                                    | 82                                    | 40                                    | 22                                    | 10                                    | 4                                     | 14                                    | 10                                    |                                       |          |
| 1989–90    | Calgary Flames           | NHL        | 79                                    | 45                                    | 50                                    | 95                                    | 40                                    | 6                                     | 4                                     | 6                                     | 10                                    | 4                                     |                                       |          |
| 1990–91    | Calgary Flames           | NHL        | 79                                    | 45                                    | 40                                    | 85                                    | 36                                    | 7                                     | 4                                     | 1                                     | 5                                     | 10                                    |                                       |          |
| 1991–92    | Calgary Flames           | NHL        | 69                                    | 22                                    | 34                                    | 56                                    | 55                                    | —                                     | —                                     | —                                     | —                                     | —                                     |                                       |          |
| 1992–93    | Calgary Flames           | NHL        | 79                                    | 38                                    | 37                                    | 75                                    | 52                                    | 6                                     | 3                                     | 6                                     | 9                                     | 10                                    |                                       |          |
| 1993–94    | Calgary Flames           | NHL        | 64                                    | 36                                    | 39                                    | 75                                    | 51                                    | 6                                     | 2                                     | 2                                     | 4                                     | 0                                     |                                       |          |
| 1994–95    | Calgary Flames           | NHL        | 46                                    | 21                                    | 29                                    | 50                                    | 33                                    | 5                                     | 4                                     | 3                                     | 7                                     | 0                                     |                                       |          |
| 1995–96    | Dallas Stars             | NHL        | 52                                    | 14                                    | 18                                    | 31                                    | 41                                    | —                                     | —                                     | —                                     | —                                     | —                                     |                                       |          |
| 1996–97    | Dallas Stars             | NHL        | 66                                    | 30                                    | 21                                    | 51                                    | 32                                    | 7                                     | 2                                     | 2                                     | 4                                     | 6                                     |                                       |          |
| 1997–98    | Dallas Stars             | NHL        | 73                                    | 39                                    | 30                                    | 69                                    | 30                                    | 1                                     | 1                                     | 0                                     | 1                                     | 0                                     |                                       |          |
| 1998–99    | Dallas Stars             | NHL        | 67                                    | 28                                    | 27                                    | 55                                    | 34                                    | 23                                    | 11                                    | 10                                    | 21                                    | 19                                    |                                       |          |
| 1999–00    | Dallas Stars             | NHL        | 48                                    | 15                                    | 19                                    | 34                                    | 26                                    | 23                                    | 7                                     | 3                                     | 10                                    | 18                                    |                                       |          |
| 2000–01    | Dallas Stars             | NHL        | 69                                    | 29                                    | 23                                    | 52                                    | 30                                    | 7                                     | 4                                     | 0                                     | 4                                     | 4                                     |                                       |          |
| 2001–02    | Dallas Stars             | NHL        | 67                                    | 23                                    | 24                                    | 47                                    | 18                                    | —                                     | —                                     | —                                     | —                                     | —                                     |                                       |          |
| 2001–02    | New Jersey Devils        | NHL        | 14                                    | 2                                     | 9                                     | 11                                    | 4                                     | 5                                     | 0                                     | 1                                     | 1                                     | 0                                     |                                       |          |
| 2002–03    | New Jersey Devils        | NHL        | 80                                    | 17                                    | 28                                    | 45                                    | 56                                    | 17                                    | 3                                     | 6                                     | 9                                     | 4                                     |                                       |          |
| 2003–04    | Toronto Maple Leafs      | NHL        | 64                                    | 22                                    | 28                                    | 50                                    | 26                                    | 9                                     | 6                                     | 0                                     | 6                                     | 4                                     |                                       |          |
| 2004–05    |                          | —          | Spelade inte på grund av NHL-strejken | Spelade inte på grund av NHL-strejken | Spelade inte på grund av NHL-strejken | Spelade inte på grund av NHL-strejken | Spelade inte på grund av NHL-strejken | Spelade inte på grund av NHL-strejken | Spelade inte på grund av NHL-strejken | Spelade inte på grund av NHL-strejken | Spelade inte på grund av NHL-strejken | Spelade inte på grund av NHL-strejken | Spelade inte på grund av NHL-strejken |          |
| 2005–06    | Florida Panthers         | NHL        | 65                                    | 26                                    | 30                                    | 56                                    | 46                                    | —                                     | —                                     | —                                     | —                                     | —                                     |                                       |          |
| 2006–07    | Florida Panthers         | NHL        | 15                                    | 5                                     | 3                                     | 8                                     | 4                                     | —                                     | —                                     | —                                     | —                                     | —                                     |                                       |          |
| NHL totalt | NHL totalt               | NHL totalt | 1257                                  | 564                                   | 562                                   | 1126                                  | 677                                   | 158                                   | 66                                    | 50                                    | 116                                   | 91                                    |                                       |          |